# Мадам Нобель
«Мадам Нобель» — австро-німецький художній фільм про життя Берти Кінскі та її відносини з Альфредом Нобелем і Артуром фон Зуттнером.

## Сюжет
У 1877 році 34-річну графиню Берту фон Кінскі відправляють до Парижа через її стосунки з набагато молодшим бароном Артуром фон Зуттнером. У Франції їй доведеться працювати секретарем хіміка Альфреда Нобеля. У них виявились спільні інтереси та цікаві теми до розмов. У Альфреда виникають почуття до цієї жінки. Невдовзі в Париж приїздить Артур і разом з Бертою  від'їжджає на Кавказ, сподіваючись з допомогою родички-мінгрельської княгині згодом опинитися у Петербурзі. Весь час жінка листується з Альфредом Нобелем. 
Молодий барон не мав підтримки батьків, Артуру та Берті довелося важко. Берта починає писати, її твори мають шанувальників. Через вбивство царя в Петербурзі починається плутанина і подружжя вже не могло розраховувати на допомогу княгині з переїздом. Тим часом війна на Кавказі стає зовсім поруч з будинком Зуттнерів. Артур починає писати репортажі, а Берта бачить жахіття війни. Вона вмовляє чоловіка повернутися до його батьків. Виявилось, що справи батька погіршились. Він навіть продав маєток у Відні, де вони могли б жити разом. Життя з батьками Артура не влаштовували Берту: отримавши задаток за свій твір Берта приїжджає до Парижа з Артуром. У будинку Нобеля Берта знайомиться з батьком французького пацифістського руху Фредеріком Пассі, після якого вона вирішує написати про війну з погляду жінки. У Відні, подолавши складності, виходить в світ книга «Геть зброю!» («Die Waffen nieder!»), яка мала великий резонанс.
Альфред Нобель змушений був покинути Париж та оселитися в Сан-Ремо. Після виступу на конференції пацифістів Берта мала зустрітися з хіміком та отримала листа від Артура. Вона терміново їде додому і бачить чоловіка з коханкою. Жінка продовжує виступати як посланець миру. Перед смертю Нобель розпоряджується перевести свій статок у фонд, який щорічно буде виплачувати премії за найбільший внесок у царині фізики, хімії, фізіології або медицини, літератури і особливі досягнення перед людством у справі миру (Нобелівська премія).
У 1906 у Норвегії Берта фон Зуттнер стає першою жінкою, яка отримала Нобелівську премію.

## У ролях
| Актор             | Персонаж          | Роль                            |
| ----------------- | ----------------- | ------------------------------- |
| Біргіт Мініхмайр  | Берта Кінскі      | подруга Альфреда Нобеля         |
| Філіп Хохмайр     | Артур фон Зуттнер | чоловік Берти                   |
| Себастьян Кох     | Альфред Нобель    | вчений-хімік, закоханий у Берту |
| Сона Макдональд   | Баронеса          | мати Артура                     |
| Йозеф Лоренц      | Барон фон Зуттнер | батько Артура                   |
| Йоганна Швертфіга | Софі              | фрейліна                        |
| Йоханнес Хершманн | Огюст             | дворецький Нобеля               |

## Створення фільму

### Виробництво
Зйомки стрічки проходили в Відні, Австрія.

### Знімальна група
- Кінорежисер — Урс Еггер
- Сценаристи — Райнер Берг, Томас Вендріш, Естер Вілар
- Кінопродюсери — Томас Грох, Джералд Подгорнінг
- Кінооператор — Томас В. Кієнаст
- Кіномонтаж — Андреа Мертенс
- Композитор — Маріус Руланд
- Художник-постановник — Флоріан Райхманн
- Артдиректор — Енід Лесер
- Художник по костюмах — Біргіт Гюттер[2].

## Сприйняття

### Критика
На сайті IMDb рейтинг стрічки становить 6,9/10 на основі 46 голосів. 

### Номінації та нагороди
| Нагороди та номінації | Нагороди та номінації    | Нагороди та номінації | Нагороди та номінації | Нагороди та номінації | Нагороди та номінації |
| Рік                   | Кінофестиваль/кінопремія | Категорія/нагорода    | Номінант              | Результат             |                       |
| --------------------- | ------------------------ | --------------------- | --------------------- | --------------------- | --------------------- |
| 2015                  | Romy                     | Улюблений актор       | Себастьян Кох         | Номінація             |                       |
| 2015                  | Romy                     | Улюблена акторка      | Біргіт Мініхмайр      | Номінація             |                       |